# Діагноз
Діа́гноз (або діягноза, грец. διάγνωσις — розпізнавання) — результат постановки діагнозу, який містить оцінку стану об'єкта на момент діагностування.
Типові оцінки стану об'єкта діагностування:
- 1) стан об'єкта діагностування або відповідає або не відповідає до встановлених вимог;
- 2) якщо стан об'єкта діагностування невідповідний до встановлених вимог — яка(і) причина(и) невідповідності.

Примітка: часто під час діагностування обмежуються тільки вирішенням першої задачі діагностування — діагноз може обмежуватися тільки однією оцінкою, наведеною у першому рядку.

## Види
Попередній, диференціальний і заключний.
Попередній діагноз виставляється на основі скарг, анамнезу хвороби і життя, даних об'єктивного обстеження, проведених не повністю, тобто не у всіх деталях.
Диференціальний діагноз — це коли проводиться порівнювання клінічної картини даного захворювання з симптомами інших ймовірних хвороб.
Заключний діагноз виставляється лише після того, як проаналізовані всі об'єктивні і суб'єктивні симптоми, проведені всі необхідні обстеження і нема ніяких сумнівів у правильності діагнозу.
Коли у пацієнта виявлено не одне захворювання, а два і більше, слід виділяти діагноз основний і супутній.

## Приклади
в медицині — це оцінка фізичного стану об'єкта діагностування типу:
- 1) фізичний стан або відповідний або невідповідний;
- 2) якщо фізичний стан невідповідний — яка причина невідповідності: патологія, дефект, хвороба, порушення функцій, виснаженість органів, систем тощо — залежно від рівня вимог до фізичного стану.

Діагноз — це стислий письмовий висновок про наявну хворобу, виражений із застосуванням медичних термінів, що позначають назву хвороби. При діагностуванні необхідно простежити розвиток захворювання від виявлення етіологічного моменту і оцінки стану організму на початковий період через увесь хід розвитку патологічного процесу до клінічної картини на момент обстеження. Оскільки немає хвороб, які б у всіх людей мали однотипний перебіг, необхідно виявити індивідуальні особливості розвитку патологічного процесу в конкретного хворого — діагноз хвороби (індивідуальний діагноз).
Залежно від рівня вимог можуть бути наступні діагнози:
- 1) претендент або придатний або непридатний до зарахування в загін космонавтів;
- 2) якщо претендент непридатний — яка причина: недостатній рівень фізичної підготовки, патологія, дефект, хвороба тощо.

Або:
- 1) пацієнт або здоровий або хворий;
- 2) якщо пацієнт хворий — яка хвороба.

При постановці діагнозу лікар керується суб'єктивними скаргами хворого, анамнезом, оглядом хворого (стан шкірних покривів, слизової оболонки носоглотки, вимірювання температури, пульсу і тиску, вислуховування та ін.), результатами медико-діагностичних досліджень і наглядом за подальшим перебігом хвороби. При цьому також враховуються вік, стать, робота, соціальне становище, місцевість та інші не медичні фактори.
в техніці — це оцінка технічного стану об'єкта діагностування типу:
- 1) технічний стан або відповідний або невідповідний;
- 2) якщо технічний стан невідповідний — яка причина невідповідності: несправність, дефект, порушення регулювань тощо — залежно від рівня вимог до технічного стану.

Залежно від рівня вимог можуть бути наступні діагнози:
- 1) об'єкт діагностування або справний або несправний;
- 2) якщо об'єкт діагностування несправний — яка несправність, дефект, порушення регулювань тощо.

Або:
- 1) об'єкт діагностування або роботоздатний або нероботоздатний;
- 2) якщо об'єкт діагностування нероботоздатний — яка несправність, дефект, порушення регулювань тощо.

Або:
- 1) технічний стан об'єкта діагностування або відповідає до вимог безпеки, або не відповідає;
- 2) технічний стан об'єкта діагностування не відповідає до вимог безпеки — яка несправність, дефект, порушення регулювань тощо.

Наприклад, в автомобілі є несправність — тріщина скла на панелі приладів. У такому випадку технічний стан автомобіля оцінюється як несправний, тому що має місце невідповідність до вимог конструкторської документації — в жодному кресленні ви не знайдете скла із тріщиною. Разом з тим, цей дефект не впливатиме на роботоздатність автомобіля. Якщо документ з вимогами до безпеки технічного стану автомобіля не містить вимоги щодо цілісності скла на його панелі, то наявність такої несправності не може бути підставою для оцінки технічного стану як невідповідного до вимог безпеки.
Або:
- 1) в об'єкті діагностування або відсутні умови, що викликають порушення функціонування об'єкти чи окремих його частин, що може привести до руйнування об'єкта або його складових частин, або вони наявні;
- 2) якщо такі умови наявні — то які саме.

Або:
- 1) в об'єкті діагностування або відсутні явні і приховані дефекти, розвиток яких може привести до руйнування об'єкта чи його складових частин, або вони наявні;
- 2) якщо дефекти наявні — то які саме.

Н. Мак-Вільямс виділяє п'ять причин, які визначають необхідність постановки діагнозу:
- використання діагнозу для планування лікування;
- викладена в ньому інформація щодо прогнозу;
- захист інтересів пацієнтів;
- діагноз може допомогти терапевту в емпатії до свого пацієнта;
- може зменшити ймовірність того, що деякі боязкі пацієнти ухиляться від лікування[3]